# Tabor di Draga
Il Tabor di Draga (denominazione storica Taber, detto anche erroneamente castello di Draga, in sloveno Tabor nad Botačem, grad nad Botačem o Draški tabor) si trova in Slovenia nel comune di Erpelle-Cosina, su uno sperone roccioso sopra l'abitato di Botazzo, nella val Rosandra. Il ricovero è stato spesso confuso con il castello medievale di Vinchimberch presso Becca (Beka), di natura ed epoca completamente diversi.

## Storia
La struttura costruita nei pressi dell'abitato di Draga, sopra Botazzo è la più recente della val Rosandra. La costruzione si collega inequivocabilmente al fenomeno delle incursioni turchesche. Succedutesi a partire dal 1469, queste erano condotte con l'ausilio di cavalleria leggera e senza artiglieria, rivolte all'ottenimento di un facile bottino. Questo modo di operare rendeva quasi impossibile una difesa efficace del territorio, costringendo gli abitanti a provvedere con propri mezzi. Quindi fu tollerata la costruzione di fortilizi a protezione dei beni e delle persone, conosciuti già all'epoca con la denominazione di “tabor” o “taber”. La struttura fu costruita dagli abitanti della zona a proprie spese e custodita e gestita da loro stessi. In essa trovavano riparo i beni materiali della comunità, quali il vino e l'olio oltre agli animali e ovviamente alle persone.
Nonostante la sua natura di tabor, ovvero struttura deposito, fu interessato anche da qualche avvenimento militare. Nel 1511, dopo la presa del castello di Moccò, similmente a quanto successo alle altre strutture fortificate, per evitare che il tabor subisse danni i custodi consegnarono le chiavi alle milizie imperiali, in quanto era più importante l'integrità del fortilizio che la sovranità del territorio. Nonostante il tentativo di Nicolò Rauber di acquisire diritti sul territorio e sul fortilizio, questo per decisione imperiale fu restituito al vescovo che a sua volta lo rese agli abitanti di Draga in quanto costruito a loro spese e custodito sempre da loro. Il tabor non venne mai effettivamente distrutto, ma semplicemente abbandonato in quanto non più utile.

## La struttura
Il semplice ricovero è realizzato sfruttando uno sperone calcareo posto a picco nella gola della Rosandra, in posizione isolata e celata, adatta quindi alla natura della struttura. La struttura è raggiungibile esclusivamente da nord, essendo le restanti pareti della roccia verticali o quasi. In corrispondenza dell'ingresso fu realizzato un modesto fossato, i lati settentrionale ed orientale, più esposti in caso di attacco, sono difesi da un alto muro, nel quale furono realizzate diverse feritoie e una bocca di fuoco. Il resto del perimetro non presenta ulteriori difese, lo spazio interno del forte è regolarizzato con terrazzamenti e piccoli ricoveri.